# Nèmea
Nèmea o Nemea(en grec antic Νεμέα, en llatí Nĕmĕa, ae) és el nom d'una vall del territori de Cleones on Hèracles va matar el Lleó de Nèmea i on se celebraven els Jocs Nemeus cada dos anys.
Estrabó la situa entre Cleones i Fliünt. La vall manté una direcció gairebé de nord a sud i una longitud aproximada de tres km, amb una amplada de quasi un km totalment tancada per muntanyes, i Píndar, per això, l'anomena Βαθύπεδος ("Bathýpedos", vall profunda). Hi ha una muntanya que antigament s'anomenava Ἀπέσας ("Apésas"), la més alta, que té un cim pla i és visible des d'Argos i Corint. Diversos riuets baixen de les muntanyes i s'ajunten formant un únic riu que va a desembocar al golf de Corint, on fa de límit entre els territoris de Corint i els de Sició. El riu s'anomenava també Nèmea, segons Estrabó, Diodor de Sicília i Titus Livi. En època de sequera amb prou feines portava aigua. Les muntanyes tenen moltes coves naturals, i una d'elles, situada a 15 estadis del bosc sagrat de Nèmea, es deia que havia estat la cova del lleó de Nèmea. Pausànias la va visitar.
El nom de Nèmea s'aplicava només al bosc i als recintes on se celebraven els Jocs. Hi havia un temple dedicat a Zeus Nemeu. El temple era un hexàstil amb columnes dòriques. Era l'edifici principal, que en temps de Pausànias ja no tenia sostre i no conservava l'estàtua del déu. Hi havia també un teatre, un estadi i altres monuments con la tomba d'Ofeltes, rodejada per un petit mur i alguns altars, i la del seu pare Licurg que era un monticle de terra. Hi havia també una font dedicada a Adrastea. Nèmea no era una ciutat, però a la rodalia hi havia un poblet anomenat Bembina (Βέμβινα), de la que es desconeix la seva situació exacta.